# コンスタンチン・ポノマレフ

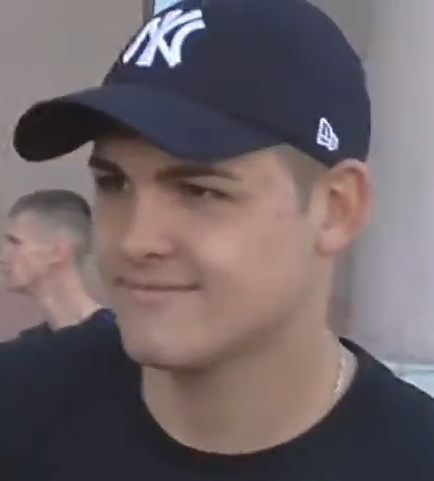

コンスタンチン・ポノマレフ（Konstantin Ponomarev）。ロシア出身のプロボクサー。1992年10月17日生まれ。32戦全勝13KO。日本ではまだ無名の存在であるが、24歳にしてすでに多くの強豪を下しており、先を非常に期待されているボクサーの1人である。

## ブラッド・ソロモンに勝利
特筆すべきは、プロでブラッド・ソロモンに勝利していることである。ブラッド・ソロモンはアマチュア時代、ナショナルゴールデングローブで計3回も優勝経験のある超強豪であり、アマチュア時代にはデメトリアス・アンドラーデや、ダニー・ガルシアに勝っている。（ちなみにテレンス・クロフォードはアマ時代、ダニー・ガルシアに負けている）
このように、アマ時代に超強豪を打ち負かした経験のあるブラッド・ソロモン。待望のプロ入をりして26戦全勝を積み上げる。そしてコンスタンチン・ポノマレフと無敗同士の戦いをして、見事コンスタンチン・ポノマレフが判定でブラッド・ソロモンを打ち負かしたのである。ちなみにこの試合はラスベガスのMGMグランドガーデンアリーナで行われた。